# Christiane Amanpour

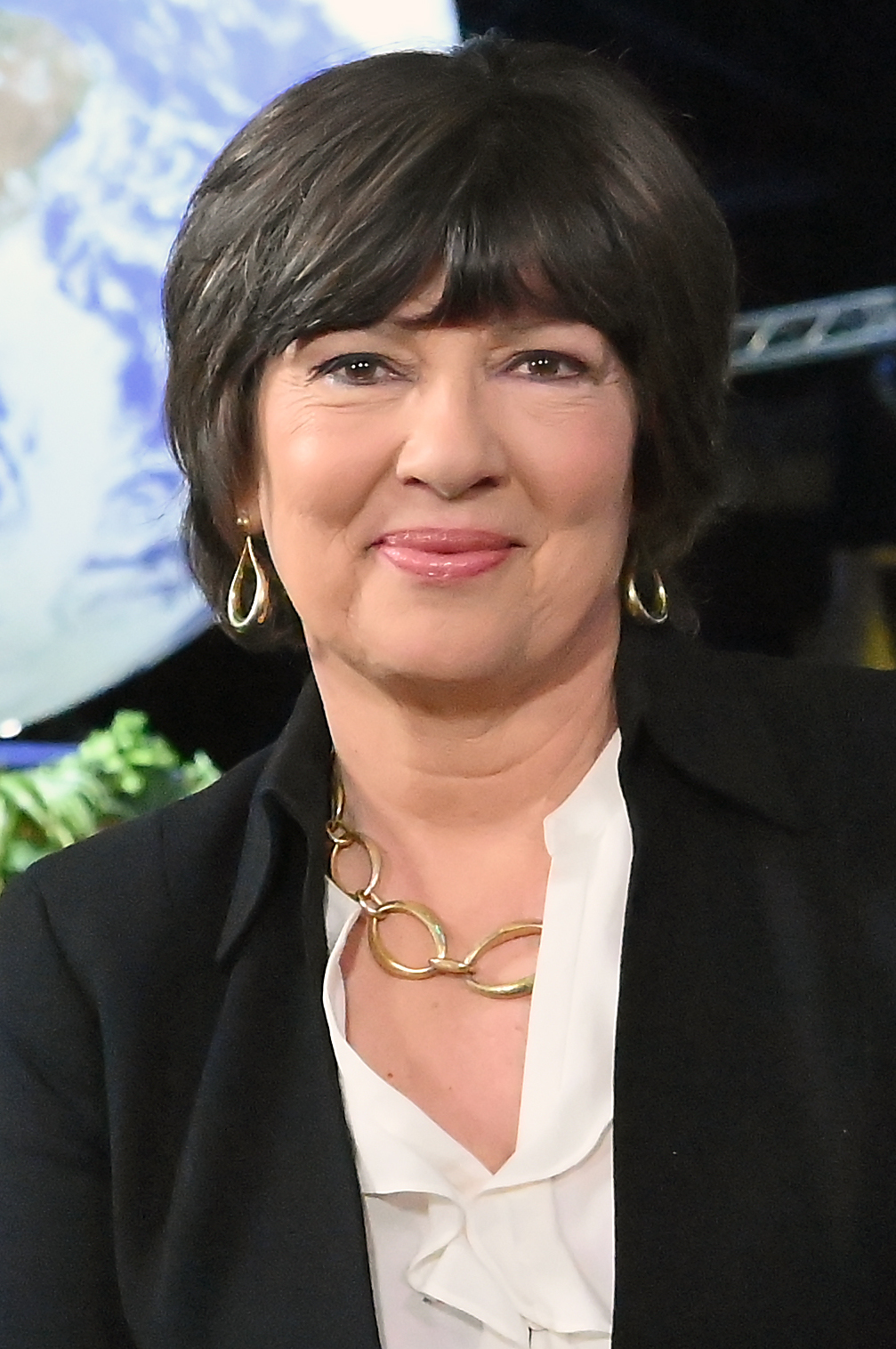
Christiane Amanpour, 2021

Christiane Maria Heideh Amanpour, CBE (persisch کریستیان ماریا هایده امانپور Kristiāne Mārīā Hāyedeh Amānpur; * 12. Januar 1958 in London) ist eine britisch-iranische Journalistin. Sie wurde als internationale Chefkorrespondentin für den Nachrichtenkanal CNN bekannt.

## Leben
Amanpour hat einen iranischen Vater und eine britische Mutter, die gleich nach ihrer Geburt in London zurück nach Teheran, Iran, zogen, wo sie unter Schah Mohammad Reza Pahlavi ein privilegiertes Leben führten. Im Alter von 11 Jahren wurde sie nach London auf ein Internat geschickt, und 10 Jahre später, 1979, mussten die Eltern aufgrund der Islamischen Revolution aus dem Iran fliehen.
Sie zog in die USA, um Journalistik zu studieren, und nach dem Studium begann sie 1983 für das Londoner Büro von CNN zu arbeiten. 1989 wechselte sie nach Frankfurt am Main, um über die Demokratisierungswelle, die Osteuropa erfasst hatte, zu berichten. Es war jedoch ihre Berichterstattung 1990 über den Golfkrieg, die sie bekannt machte. Später berichtete sie über den Bosnienkrieg und von anderen Konfliktgebieten der Welt. In der Zeit von 1996 bis 2005 hatte sie auch einen Vertrag als Reporterin für 60 Minutes.
Amanpour galt 2006 als weltweit höchstbezahlte Reporterin und hat zahlreiche Preise errungen, u. a. den Peabody Award 1993 und 1998. Für ihre Berichterstattung über den Bosnienkrieg erhielt sie 1998 die Ehrenbürgerschaft von Sarajevo.

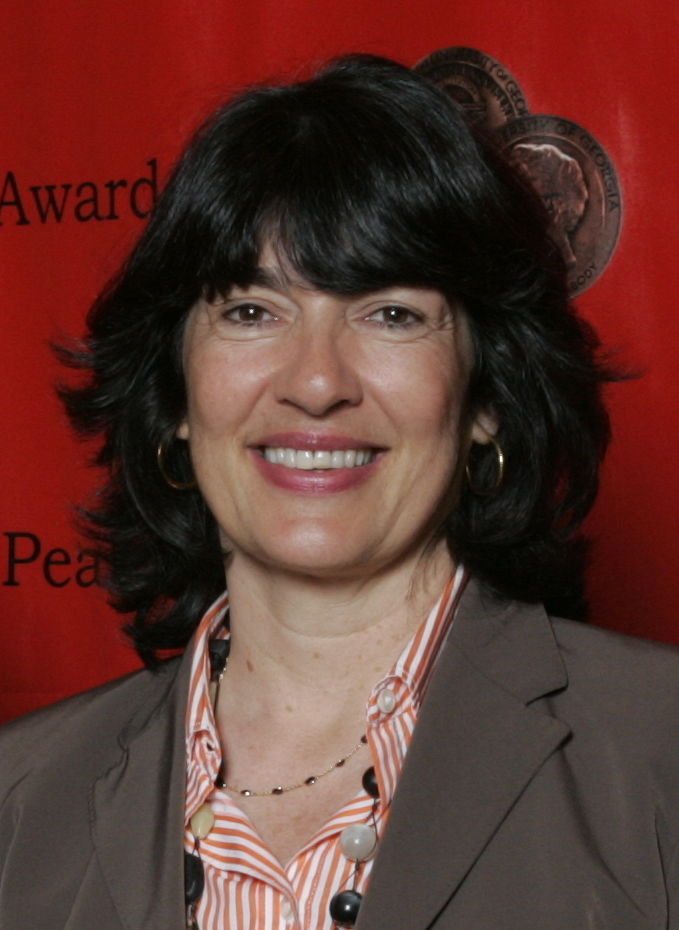
Christiane Amanpour, 2008

Von 1992 bis 2010 war Amanpour die internationale Chefkorrespondentin von CNN. Sie berichtete von den Hauptkrisenpunkten der Erde wie Irak, Afghanistan, Iran, Pakistan, Somalia, dem Balkan und aus den USA während des Hurrikans Katrina.
Sie interviewte iranische Politiker wie Mohammad Chātami, Mahmud Ahmadinedschad und Hassan Rohani. Nach den Anschlägen auf das World Trade Center 2001 war sie die erste Korrespondentin mit Interviews von Tony Blair, Jacques Chirac und Pervez Musharraf. Neuere Gesprächspartner waren Angela Merkel, Hillary Clinton, Nicolás Maduro und Muammar al-Gaddafi. Auch der griechische Ex-König Konstantin II., der Sohn des früheren Schahs von Iran, Cyrus Reza Pahlavi, oder Schauspielerin Angelina Jolie waren ihre Gäste.
Zum 81. Geburtstag der britischen Königin Elisabeth II. wurde sie 2007 für ihre Verdienste um den Journalismus zum Commander des Order of the British Empire ernannt.
Im Jahr 2010 wechselte sie zur Nachrichtenabteilung des Senders ABC. 2012 wechselte sie wieder zurück zu CNN.
Im Juni 2021 gab sie bekannt, an einem Ovarialkarzinom erkrankt zu sein. Nach einer Operation und Chemotherapie war der Krebs im April 2022 in Remission.
Im September 2022 sagte der iranische Präsident Ebrahim Raisi ein Interview mit Amanpour in New York ab, weil sie sich weigerte, ein Kopftuch während des Interviews zu tragen.

## Sonstiges
Von 1998 bis 2018 war Christiane Amanpour mit dem Journalisten und Diplomaten James Rubin verheiratet. Das Paar hat einen Sohn (* 2000). Sie hat eine Schwester, Lizzy Amanpour, die als Produzentin für den britischen Fernsehkanal Channel 4 arbeitet.
Im Serienfinale der US-amerikanischen Fernsehserie Gilmore Girls, das am 15. Mai 2007 ausgestrahlt wurde, hatte Amanpour einen Gastauftritt als sie selbst: Seit der ersten Staffel war sie das große Idol der fiktiven Hauptfigur Rory Gilmore, gespielt von Alexis Bledel, gewesen. Durch Amanpours Gastauftritt trafen die beiden schließlich in der Serie aufeinander. Sie spielte auch eine Rolle in Iron Man 2.

## Auszeichnungen
- 2004: Women’s World Award – World Media Award
- 2007: Commander of the Order of the British Empire
- 2010: Mitglied der American Academy of Arts and Sciences